# Slavibor z Drnovic
Slavibor z Drnovic (před 1234 – po 1256) byl moravský šlechtic z rodu pánů ze Švábenic. Byl synem Milíče I. ze Švábenic, který mu otevřel cestu do vyšší společnosti.
V pramenech se poprvé objevil v roce 1234. S bratrem Milíčem II. a Idíkem pobýval na dvoře moravského markraběte Přemysla. Poté, co Přemysl v roce 1239 zemřel, zdržoval se na dvoře jeho bratra českého krále Václava I. Není známo jakou roli Slavibor hrál v občanské válce mezi Václavem I. a Přemyslem Otakarem II. mezi lety 1248 a 1249. Zřejmě byl v tu dobu v Přemyslových službách, ale nebyl aktivním účastníkem odboje proti Václavovi. V roce 1256 se naposledy objevil v pramenech a patrně zemřel. Za celý svůj život na rozdíl od svých bratrů nezastával žádný dvorský úřad. Neexistují ani žádné věrohodné zmínky o Slaviborově majetku. Pouze v jednom falzu je uveden s přídomkem „z Drnovic“, což může znamenat, že vlastnil Drnovice na jižní Moravě.
Oženil se zřejmě s neznámou příslušnicí rodu Hrabišiců, která mu porodila syna Kojatu z Drnovic a Viléma I. z Náměště.

## Život

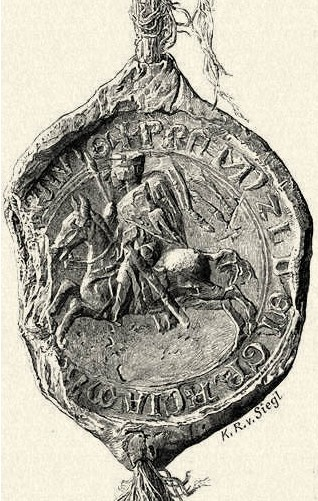
Pečeť moravského markraběte Přemysla

Narodil se jako syn nejstaršího doloženého člena rodu Švábenských Milíče I. ze Švábenic, který Slaviborovi a jeho bratrům Idíkovi I. ze Švábenic a Milíčovi II. z Náměště svými kontakty otevřel cestu do vyšší společnosti. V pramenech se Slavibor poprvé objevil v dubnu 1234, když spolu se svým starším bratrem Idíkem byl na Velehradě přítomen v družině moravského markraběte Přemysla. Přemysla Slavibor poté ještě téhož roku s Idíkem i se svým dalším bratrem Milíčem II. doprovázel do Prahy, kde je na Přemyslově listině zmíněn k 2. říjnu. Zatímco v této listině je Slavibor s bratry zařazen mezi šlechtice z Čech, v markraběcí listině vydané 31. října 1234 ve Znojmě jsou bratři naopak jmenováni mezi moravskými šlechtici. Z toho vyplývá, že Slavibor a jeho rodina zřejmě vlastnila majetky v Čechách i na Moravě. Znovu na Přemyslově listině Slavibor svědčil s bratrem Milíčem v červnu 1235 v Brně. I na této listině jsou oba bratři zařazeni mezi moravské šlechtice. V Brně Slavibor s bratry na listině Václava I. znovu svědčil v srpnu 1237. Poté se Slavibor z pramenů na čas vytratil a lze ho spatřit až koncem dubna 1240 znovu v Brně, a to opět ve společnosti svých bratří v družině Václava I. Další Václavovu listinu Slavibor osvědčil 16. května téhož roku. Mezitím patrně zemřel Slaviborův otec Milíč I., který v pramenech naposledy figuroval roku 1238. Roli nejdůležitějšího člena rodu po něm převzal Slaviborův bratr Milíč II. V roce 1239 zemřel také markrabě Přemysl zemřel a vládu na Moravě převzal sám Václav I.

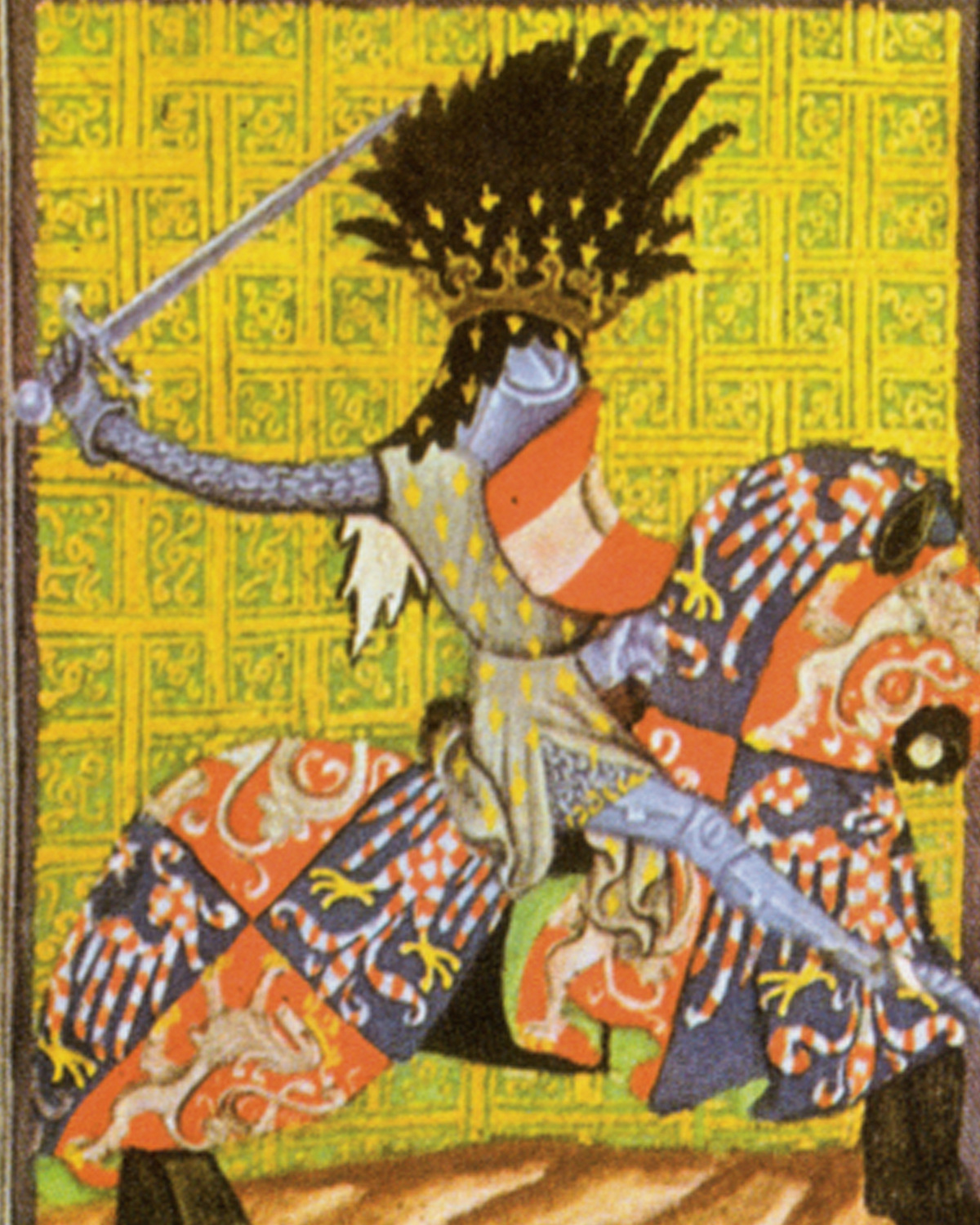
Přemysl Otakar II. (Gelnhausenův kodex)

Na pět let se o Slaviborovi prameny poté odmlčují. Spolu se svými bratry se v nich Slavibor objevuje až v červenci 1245 v Praze na listině Václava I. Koncem března 1247 Slavibor pobýval ve společnosti nového moravského markraběte Přemysla (budoucího krále Přemysla Otakara II.). Brzy poté mezi lety 1248 a 1249 v zemi vypukla vzpoura proti Václavovi I. vedená jeho synem Přemyslem Otakarem II., která však nakonec skončila Přemyslovým neúspěchem. V době války mezi Václavem a Přemyslem se Slavibor objevil pouze na Přemyslově listině z počátku roku 1249 v Praze. Slaviborův aktivní podíl na Přemyslově odboji tím však nelze doložit, protože na listině figurují i někteří důležití straníci Václava I. (Jindřich a Častolov ze Žitavy). Pravděpodobně byl Slavibor i s bratry za války v Přemyslových službách, protože se v jeho nejužším okolí objevuje před válkou i po válce, ale zřejmě nebyl aktivním účastníkem odboje. Neexistují totiž žádné zmínky o tom, že by Idíka Václav I. po porážce rebelů nějak potrestal. Brzy po Přemyslově porážce Slavibor se svými bratry svědčil v září 1249 na jeho listině vydané v Olomouci. Poté znovu svědčil na jím vydaném listě z 23. března v Němčicích ve prospěch rajhardského kláštera a 5. dubna 1251 v Hradci Králové ve prospěch řádu Německých rytířů.
Někdy v roce 1252 Slavibor s bratrem Milíčem figuroval na Přemyslově listině vydané v Brně, kterou moravský markrabě potvrzoval založení žďárského kláštera Bočkem z Jaroslavic a ze Zbraslavi. Zřejmě v roce 1252 zemřel Slaviborův bratr Milíč II. a hlavou rodu se po něm stal další Slaviborův bratr Idík. Poslední zmínka o Slaviborovi pochází z roku 1256, kdy s Idíkem a svým synem Vilémem I. svědčil na listině krále Přemysla Otakara v Opavě. Z trojice synů Milíče I. ze Švábenic byl Slavibor patrně nejméně průbojný, což se odrazilo v tom, že na rozdíl od svých bratrů nikdy nezastával žádný dvorský úřad a neexistují ani žádné věrohodné doklady o jeho majetku. Na falzu hlásícím se do roku 1249 se Slavibor pouze objevuje s přídomkem „z Drnovic“, které proto možná vlastnil.

## Rodina
O tom, jakou měl Idík manželku, mezi historiky nepanuje shoda. František Palacký ve svém díle napsal, že Slaviborův bratr Idík si za ženu vzal jednu z dcer Všebora IV. Hrabišice. Ladislav Hosák na Palackého navázal s domněnkou, že Idík a Slavibor si vzali pravděpodobné dcery Všebora Hrabišice Eufemii a Svatochnu. Vycházel totiž ze závěti Všeborova bratra Kojaty IV. Hrabišice, ve které Kojata odkázal svým neteřím nebo švagrovým (sororinae) Eufemii a Svatochně vesnice Drnovice a Račice. Hosák latinské slovo sororinae přeložil jako neteře a obě ženy proto pokládal za Všeborovy dcery. Slavibora a Idíka považoval za jejich manžele, kvůli skutečnosti že na falzu z roku 1269 až 1275 hlásícím se k roku 1249 se Slavibor psal s přídomkem „z Drnovic“. František Pokorný a Vratislav Vaníček Hosákovu domněnku později představili jako hotový fakt – Slavibor se oženil se Svatochnou a Idík s Eufemií.
Josef Žemlička termín (sororinae) pochopil jako švagrové. Podle jeho výkladu z roku 1990 Kojata dvě vesnice daroval manželkám svých bratrů Hrabiše IV. a Všebora. Ze Všeborova manželství s Eufemií měla vzejít dcera neznámého jména, která se provdala do rodu pánů ze Švábenic. Později v roce 2002 Žemlička však uvedl pouze to, že členky rodu Hrabišiců Eufemie a Svatohna byly provdány za pány ze Švábenic. Tomáš Velímský se ve své studii vydané roku 1992 přiklonil Žemličkově původnímu názoru, ale v jiném díle z roku 2002 nejdříve přijímal možnost s neteřemi, následně ještě ve stejné knize však připustil obě varianty. David Papajík uvedl, že je pravděpodobnější verze s neteřemi, protože kdyby si Idík a Slavibor měli vzít vdovy po Hrabišovi a Všeborovi, jednalo by se asi o 30 let starší ženy, což by bylo velmi nestandardní. Zároveň stejně jako Žemlička a Velímský poukázal na to, že ačkoli o sňatku Idíka a Slavibora s členkou z rodu Hrabišiců nejsou žádné přímé důkazy, je to velmi pravděpodobné, protože jména Idíkových a Slaviborových synů jsou typická pro rod Hrabišiců (Kojata, Všebor, Hrabiš). Celou záležitost Papajík shrnul, že je velmi pravděpodobné, že si Idík a Slavibor vzali členky rodu Hrabišiců, ale jestli se jednalo o Eufemii a Svatochnu, nelze pro nedostatek pramenů potvrdit ani vyvrátit. Jako další indicie k příbuzenství Hrabišiců a Švábeniců poslouží fakt, že Idíkův syn Vítek z Úpy na jedné z listin uvedl, že zderazský klášter křižovníků strážců Božího hrobu, který založili Hrabišici, byl založen jeho předky. Slavibor měl ze svého manželství každopádně dva syny – Viléma I. z Náměště a Kojatu z Drnovic.